# Ptericoptus similis
Ptericoptus similis är en skalbaggsart som beskrevs av Stefan von Breuning 1939. Ptericoptus similis ingår i släktet Ptericoptus och familjen långhorningar.
Artens utbredningsområde är Venezuela. Inga underarter finns listade i Catalogue of Life.